# Робер Каес
Робер Каес (фр. Robert Kaess) — швейцарський футболіст, що грав на позиції півзахисника. Виступав за клуби з Цюриха «Блу Стар» і «Янг Фелловз».

## Клубна кар'єра
Грав у складі клубу «Блу Стар» щонайменше в 1930—1936 роках. До 1934 року команда виступала в вищому дивізіоні чемпіонату Швейцарії, але в сезоні 1933/34 «Блу Стар» посів передостаннє 15-те місце і вилетів. 
В 1933 році Каес разом з одноклубником Луї Гобе підсилили «Цюрих» для товариського матчу проти австрійського клубу «Вінер АК». Матч закінчився почесною нічиєю 1:1 проти статусного суперника.
В 1936 році перейшов в клуб «Янг Фелловз Цюрих». Команда якраз вперше брала участь в Кубку Мітропи 1936. «Янг Фелловз» зустрічався з угорським клубом «Фебуш» і без шансів двічі програв 0:3 і 2:6.
В сезоні 1936-37 став бронзовим призером чемпіонату Швейцарії. Влітку 1937 року «Янг Фелловз» знову брав участь у Кубку Мітропи. Команда одразу ж вилетіла в 1/8 фіналу, але змогла нав'язати боротьбу більш статусній «Вієнні» з Австрії. У віденському матчі «Янг Фелловз» вів у рахунку, але все-таки програв 1:2. В матчі-відповіді швейцарці здобули перемогу 1:0 завдяки голу Лайоша Палі. Переможця дуелі мав визначити додатковий матч. Австрійці не наполягали на нейтральному полі і погодились провести цей поєдинок у Цюриху через два дні після попереднього. Більш досвідченні гості з Відня перемогли з рахунком 2:0 і пройшли далі. Завершив кар'єру в складі «Янг Фелловз» в 1940 році.
В сезоні 1948/49 був тренером клубу «Янг Фелловз».

## Статистика виступів

### Статистика виступів в чемпіонаті
Виступи у вищому дивізіоні чемпіонату Швейцарії, починаючи з сезону 1933/34.
| Сезон   | Клуб        | Ліга                | Матчі | Голи |
| ------- | ----------- | ------------------- | ----- | ---- |
| 1933/34 | Блу Стар    | Чемпіонат Швейцарії | 26    | 0    |
| 1936/37 | Янг Фелловз | Чемпіонат Швейцарії | 22    | 0    |
| 1937/38 | Янг Фелловз | Чемпіонат Швейцарії | 20    | 0    |
| 1938/39 | Янг Фелловз | Чемпіонат Швейцарії | 22    | 1    |
| 1939/40 | Янг Фелловз | Чемпіонат Швейцарії | 18    | 0    |
| РАЗОМ   |             |                     | 108   | 1    |

### Статистика виступів у Кубку Мітропи
| №                      | Розіграш               | Стадія                 | Дата та місце проведення | Команда 1              | Рахунок | Команда 2    | Голи |
| ---------------------- | ---------------------- | ---------------------- | ------------------------ | ---------------------- | ------- | ------------ | ---- |
| 1                      | 1936                   | кв. раунд              | 07.06.1936 Цюрих         | Янг Фелловз            | 0:3     | Фебуш        |      |
| 2                      | 1936                   | кв. раунд              | 14.06.1936 Будапешт      | Фебуш                  | 6:2     | Янг Фелловз  |      |
| 3                      | 1937                   | 1/8                    | 13.06.1937 Відень        | Ферст Вієнна           | 2:1     | Янг Фелловз  |      |
| 4                      | 1937                   | 1/8                    | 27.06.1937 Цюрих         | Янг Фелловз            | 1:0     | Ферст Вієнна |      |
| 5                      | 1937                   | 1/8 дод.               | 29.06.1937 Цюрих         | Янг Фелловз            | 0:2     | Ферст Вієнна |      |
| Всього в Кубку Мітропи | Всього в Кубку Мітропи | Всього в Кубку Мітропи | Всього в Кубку Мітропи   | Всього в Кубку Мітропи | 5       |              | 0    |